# Martin Ødegaard
Martin Ødegaard (født 17. december 1998) er en professionel fodboldspiller fra Norge. Han spiller som offensiv midtbanespiller for Arsenal FC. Ødegaard har endvidere spillet på det norske fodboldlandshold. Han er søn af tidligere professionel fodboldspiller Hans Erik Ødegaard, der var midtbanespiller for Strømsgodset IF og Sandefjord og assistenttræner for Mjøndalen IF fra 2009 til 2015.
Martin Ødegårds professionelle karriere startede 13. april 2014, da han debuterede for den norske klub Strømsgodset. Han spillede 23 kampe for dem, og scorede 5 mål. Han blev Tippeligaens yngste spiller gennem tiden, og yngste målscorer i en alder af 15 år og 150 dage.[kilde mangler]
Den 27. august blev Martin Ødegaard den yngste landsholdsspiller for Norge nogensinde, da han spillede hele kampen mod De Forenede Arabiske Emirater, og var meget nær ved at score sit første landsholdsmål. Den 13. oktober 2014 blev han den yngste spiller nogensinde i en EM-kvalifikationskamp, 15 år og 300 dage gammel.[kilde mangler] Han kom ind i stedet for Mats Møller Dæhli i kampen mod Bulgarien på Ullevål, som Norge vandt 2-1.
22. januar 2015 underskrev Martin Ødegaard en kontrakt med Real Madrid. Den 28. april blev han for første gang udtaget til 20 mands-truppen, der skulle spille mod Almeria. Alligevel fik han først sin debut for Real Madrid den 23. maj 2015, da Real Madrid vandt 7-3 på hjemmebane mod Getafe.
I 2020 kom han på "kaptejn-teamet" til landsholdet.
Hans far, Hans Erik Ødegaard blev træner for Sandefjord (fodboldklub) efter sæsonens afslutning i 2020.

## Klubkarriere

### Strømsgodset
Hans professionelle karriere startede 13. april 2014, da han debuterede for den norske klub Strømsgodset. Han spillede 23 kampe for dem, og scorede 5 mål. Han blev Tippeligaens yngste spiller gennem tiden, og yngste målscorer i en alder af 15 år og 150 dage.
I december 2014, da der var fodboldpause i Norge, trænede han med førsteholdene i Liverpool F.C., Bayern München. Manchester United, Manchester City, Arsenal og Real Madrid.

### Real Madrid
22. januar 2015 skrev Martin Ødegaard under for Real Madrid. Han havde en overgangssum på 35 millioner norske kr. men prisen vil øges til 70-75 millioner, hvis han slår igennem som fodboldspiller. Den 28. april blev han for første gang udtaget til Real Madrids 20-mandstrup, der skulle spille mod Almeria. Alligevel fik han først sin debut for Real Madrid den 23. maj 2015, da Real Madrid vandt 7-3 på hjemmebane mod Getafe.

## Biografier
I 2015 skrev den danske journalist Michael Qureshi en biografi om Ødegaard. Den udkom på det norske forlag Publicom. Ødegaard var ikke tilfreds med, at hverken forfatter eller forlag havde taget kontakt til ham forud for udgivelsen af bogen. Efter udgivelsen gik den direkte ind på 2. pladsen over mest solgt generel litteratur i Norge.